# Phare du cap St. Elias
Le phare du cap St Elias est un phare situé sur l'île Kayak dans le golfe d'Alaska.

## Histoire
Le Congrès ayant approuvé la construction d'un phare au cap St Elias en octobre 1913, les travaux ont commencé en 1915, et une lentille de Fresnel y a été installée. En 1927, une radio a été ajoutée. 
L'automatisation a eu lieu en 1974, avec un feu à alimentation solaire, tandis que la lentille d'origine (fabriquée par le constructeur français Louis Sautter pour le premier phare d'Alcatraz) a été transportée au musée de Cordova.
En 1975 le phare a été inscrit au National Register of Historic Places. Il est actuellement opérationnel pour l'aide à la navigation et est entretenu par une association à but non lucratif : Cape St. Elias Lightkeepers Association.

## Sources
- (en) USCG
- (en) National Historic Places inventory

- (en) Cet article est partiellement ou en totalité issu de l’article de Wikipédia en anglais intitulé « Cape St. Elias Light » (voir la liste des auteurs).